# Molophilus nubleanus
Molophilus nubleanus är en tvåvingeart som beskrevs av Alexander 1979. Molophilus nubleanus ingår i släktet Molophilus och familjen småharkrankar. Inga underarter finns listade i Catalogue of Life.